# Liam Squire
Liam Ivan John Squire (Palmerston North, 20 de marzo de 1991) es un jugador neozelandés de rugby que se desempeña como ala y juega en los Highlanders del Super Rugby. También es internacional con los All Blacks.

## Carrera
A nivel provincial representa a la Tasman Rugby Union con quienes debutó en 2011 y continua jugando la Mitre 10 Cup. Squire iba a debutar en la temporada 2010 pero sufrió una fractura en la columna vertebral que casi lo alejó del rugby.
Llegó al Super Rugby cuando los Chiefs lo contrataron como refuerzo para el Super Rugby 2014, firmando por dos temporadas. Luego los Highlanders lo adquirieron para el Super Rugby 2016 y juega con ellos desde entonces.

## Selección nacional
En 2013 jugó un partido con los Māori All Blacks. Fue seleccionado a los All Blacks por primera vez en junio de 2016 para enfrentar a los Dragones rojos, su buen nivel demostrado le permitió continuar siendo convocado y hoy es un titular indiscutido de Steve Hansen.
Hasta el momento lleva 19 partidos jugados y tres tries marcados.

## Palmarés
- Campeón de The Rugby Championship de 2016 y 2017.